# Sarcotheca macrophylla
Sarcotheca macrophylla är en harsyreväxtart som beskrevs av Carl Ludwig von Blume. Sarcotheca macrophylla ingår i släktet Sarcotheca och familjen harsyreväxter. Inga underarter finns listade i Catalogue of Life.